# Ellen Hoogová
Ellen Martijn Hoogová (* 26. března 1986 Bloemendaal) je bývalá nizozemská pozemní hokejistka hrající na pozici záložnice.
Začínala v klubu Stichtsche Cricket en Hockey Club, později přestoupila do Amsterdamsche Hockey & Bandy Club, s nímž získala v letech 2009 a 2013 nizozemský titul. Za nizozemskou reprezentaci v letech 2004 až 2016 odehrála 232 zápasů a vstřelila v nich 60 branek. Získala zlaté medaile na olympiádě 2008 a 2012 a stříbro na LOH 2016 (vstřelila rozhodující branky v penaltových rozstřelech semifinále OH 2012 i 2016). Vyhrála mistrovství světa v pozemním hokeji žen v letech 2006 a 2014 a v roce 2010 obsadila s nizozemským týmem druhé místo. Má také tituly z mistrovství Evropy v pozemním hokeji žen 2005, 2009 a 2011 a z FIH Champions Trophy 2004 a 2005. Mezinárodní hokejová federace ji v roce 2014 vyhlásila nejlepší světovou hráčkou roku. Obdržela Oranžsko-nasavský řád. Pózovala v roce 2013 pro Sports Illustrated Swimsuit Issue, vydala autobiografii In perfecte conditie. V roce 2017 oznámila konec hráčské kariéry.